# Jack Hulbert
Pour les articles homonymes, voir Hulbert.
Jack Hulbert, né le 24 avril 1892 à Ely (Royaume-Uni) et mort le 25 mars 1978 à Westminster (Royaume-Uni, est un acteur, scénariste, réalisateur et compositeur britannique.

## Biographie
Jack Hulbert a étudié à la Westminster School et au Gonville and Caius College.

## Filmographie

### Comme acteur
- 1930 : Elstree Calling
- 1931 : The Ghost Train : Teddy Deakin
- 1931 : Sunshine Susie : Herr Hasel
- 1932 : Happy Ever After : Willie
- 1932 : Love on Wheels : Fred Hopkins
- 1932 : Jack's the Boy : Jack Brown
- 1933 : Falling for You : Jack Hazeldon
- 1934 : Jack Ahoy : Jack Ponsonby
- 1934 : The Camels Are Coming : Jack Campbell
- 1935 : Bulldog Jack : Jack Pennington
- 1936 : Jack of All Trades : Jack Warrender
- 1937 : Take My Tip : Lord George Pilkington
- 1937 : Paradise for Two : Rene Martin
- 1938 : Kate Plus Ten : Inspector Mike Pemberton
- 1940 : Under Your Hat : Jack Millett
- 1950 : Into the Blue : John Fergusson
- 1951 : La Boite magique (The Magic Box) : 1st Holborn Policeman
- 1955 : Miss Tulip Stays the Night : Constable Feathers
- 1960 : The Spider's Web : Sir Rowland Delahaye
- 1962 : Compact (série TV) : Smith
- 1970 : Party Games (TV) : Waiter
- 1972 : The Cherry Picker : Sir Hugh Fawcett
- 1973 : Not Now Darling : Commander Frencham

### Comme scénariste
- 1932 : Happy Ever After
- 1933 : Falling for You
- 1934 : Jack Ahoy
- 1934 : The Camels Are Coming
- 1934 : Soldiers of the King
- 1935 : Bulldog Jack
- 1936 : Jack of All Trades
- 1937 : Take My Tip
- 1938 : Kate Plus Ten
- 1955 : Miss Tulip Stays the Night

### Comme réalisateur
- 1930 : Elstree Calling
- 1933 : Falling for You
- 1936 : Jack of All Trades

### Comme compositeur
- 1940 : Under Your Hat